# Pantelimon
Pantelimon este un oraș în județul Ilfov, Muntenia, România. Localitatea se află pe malul stâng al râului Colentina, în vecinătatea estică a municipiului București, la ieșirea către Călărași, fiind un oraș-satelit al Capitalei. Conform recensământului din anul 2011, Pantelimon are o populație de 25.596 de locuitori. Dintre orașele județului Ilfov, este cel mai întins ca suprafață, și al doilea ca populație după Voluntari.
Orașul a purtat în trecut și denumirile de Obilești și Florești înainte de a-și stabili denumirea actuală, după numele unei mănăstiri care a deținut o parte din moaștele Sfântului Pantelimon. O parte din vechiul sat a fost inclusă în municipiul București, dar restul, devenit oraș, a continuat să se extindă către est.
Locuit în majoritate de români, cu o mică minoritate de romi, orașul este integrat din punct de vedere economic cu Bucureștiul, în el funcționând însă și unele companii locale, active mai ales în industria alimentară. Principalul monument istoric și punct de atracție turistică îl constituie mănăstirea Cernica din sud-estul orașului.
Pantelimonul este traversat de două axe principale de transport rutier, DN3 și centura Bucureștiului. Este traversat și de calea ferată București–Constanța, pe care are și o gară, deși legăturile feroviare, ca și cele aeriene, sunt asigurate de infrastructura Bucureștiului.

## Geografie
Orașul se află în Câmpia Română (mai precis, în Câmpia Vlăsiei), pe malul stâng al râului Colentina, care îl desparte de capitala țării, București. În zona orașului, acest râu formează lacurile Pantelimon I, Pantelimon II și Cernica. Principala zonă locuită a orașului se află în extremitatea vestică, pe malurile lacurilor râului Colentina, unde se afla vatra fostului sat, a cărui parte de vest a fost inclusă în București. Pe lacul Pantelimon II se află o insulă împădurită, denumită Sfântul Pantelimon, după mănăstirea ortodoxă înființată acolo de Grigore Ghica, transformată în 1987 în restaurant și hotel în timpul regimului comunist.

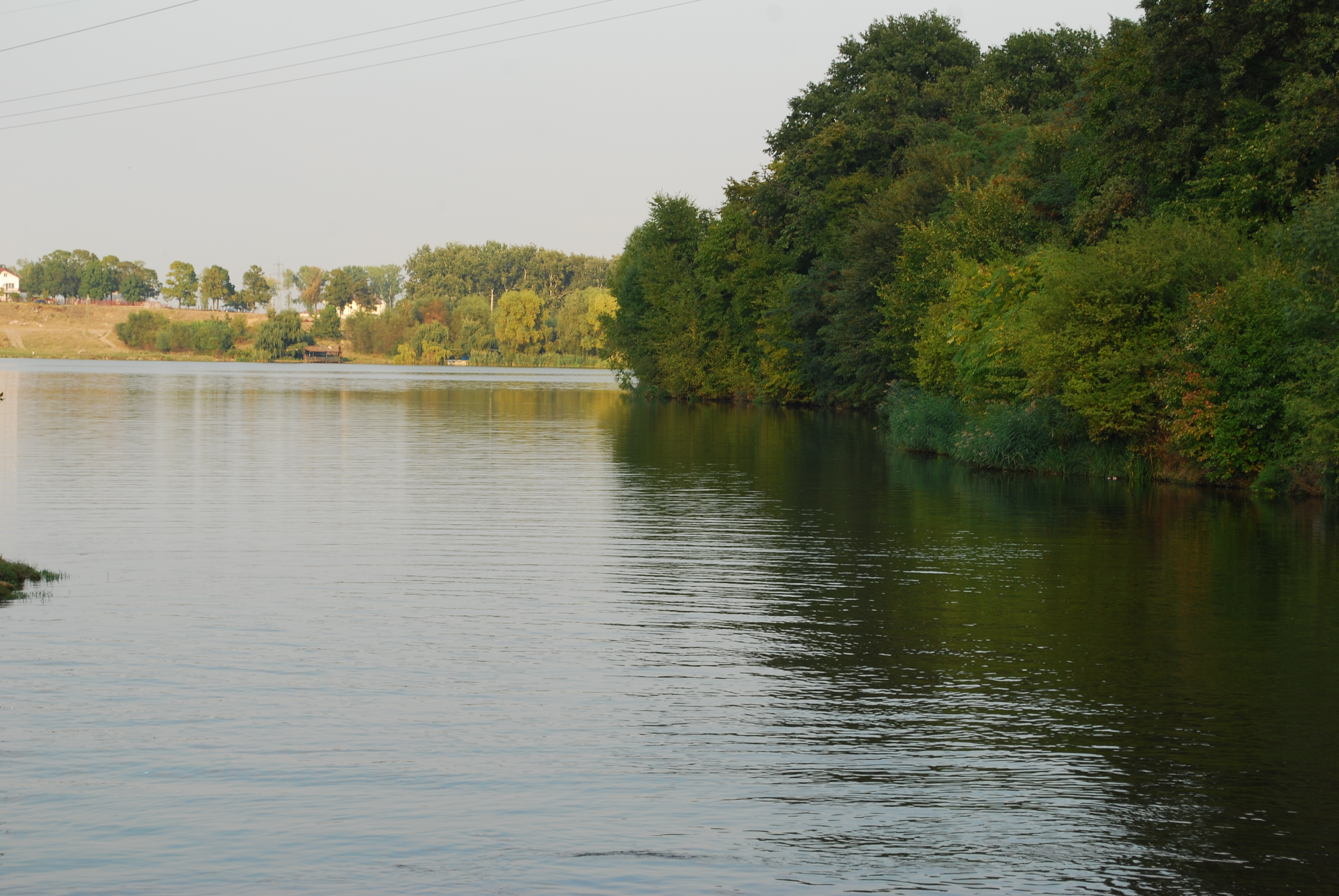
Lacul Cernica de pe râul Colentina, cu pădurea Cernica pe malurile sale.

Cu o suprafață de 69 km², Pantelimon este cel mai întins oraș al județului, dar nu mai întins decât comunele rurale Snagov, Periș și Vidra.
Prin centrul arealului administrativ al orașului (care este însă doar o periferie a principalei zone urbane), trece șoseaua de centură a Bucureștiului. Acolo se află și unele zone industriale, cu o fabrică de bere și una de panificație. La est de șoseaua de centură, orașul continuă de-a lungul șoselelor DN3 (denumită bulevardul Biruinței) și DJ301 (denumită șoseaua Cernica) cu clădiri mai rare și mai recent construite, limitele sale de est ajungând până în Pădurea Cernica, pădure care acoperă o parte semnificativă a estului județului Ilfov și reprezintă un rest al Codrilor Vlăsiei. Mănăstirea Cernica, al cărei cimitir se află pe un ostrov de pe lacul cu același nume, se află în extremitatea sud-estică a orașului.
Orașul se învecinează la sud-vest cu municipiul București, limita dintre cele două fiind fixată pe râul Colentina. La vest se învecinează cu mica comună Dobroești, iar la nord-vest cu orașul Voluntari pe o mică porțiune. Înspre nord, Pantelimon se mărginește cu comuna Afumați, înspre nord-est cu comuna Găneasa, înspre est cu comuna Brănești (limita fiind pe râul Pasărea), iar spre sud cu comunele Cernica și Glina.
Hidrografia Pantelimonului este reprezentată de cele două râuri care îl mărginesc la vest și est, respectiv Colentina (care formează în zona orașului lacurile Pantelimon I, Pantelimon II și Cernica), și Pasărea care curge la est prin pădurea Cernica.

## Istorie

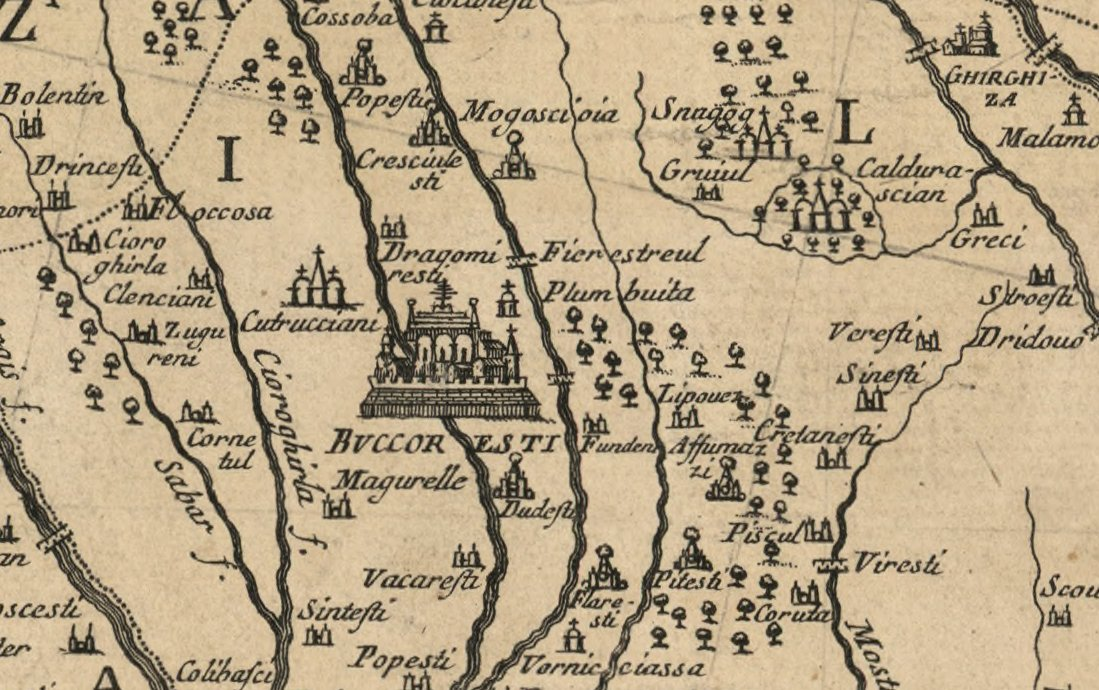
Împrejurimile Bucureștiului pe harta stolnicului Constantin Cantacuzino din 1718. Pantelimonul apare pe malul stâng al Colentinei, sub numele de Florești. Harta completă este aici.

Despre localitate se știe că a fost înființată în secolul al XVII-lea, când aici s-au așezat câțiva oameni care au amenajat „Fântâna Babei Ana”. Numele inițial al satului a fost Obilești, fiind ulterior schimbat în Florești. Domnitorul Grigore Ghica al II-lea a construit apoi în apropiere de sat o mănăstire cu spital pentru îngrijirea bolnavilor; clădiri ale acestei mănăstiri există astăzi pe insula Sfântul Pantelimon de pe lacul Pantelimon și au funcționat ca hotel și restaurant, acestea fiind la momentul anului 2011, închise pentru renovare de mai mulți ani. Hrisovul domnului Ghica din 12 octombrie 1736 conține următorul text, care face referire la mănăstirea întărită Mărcuța (aflată astăzi în București) și la Fântâna Babei Ana:
| “ | Io Grigore Ghica Voevod din inima domniei mele am socotit să zidesc și să înalț din temelie o sfântă și dumnezeiască casă întru slava lui D-zeu și întru cinstea și lauda marelui mucenic și tămăduitor Pantelimon, din josul M-rei ce se numește a Mărcuței, pe apa Colentinei, la fântâna ce se zice a-Babei. | ” |

În 1750, domnitorul a primit din Grecia antebrațul drept al Sfântului Pantelimon, pe care l-a adus mănăstirii, denumită Sfântul Pantelimon. De la mănăstire, satul și-a luat noul nume. În 1901, localitatea Pantelimon era reședința comunei rurale Pantelimonul-Dobroești și în același timp reședința plasei Dâmbovița-Mostiștea (după ce fusese reședința plasei Dâmbovița înainte de unirea ei la 1 aprilie 1882 cu plasa Mostiștea) a județului Ilfov. Comuna era formată din Pantelimon și din satele Aleși-Pasărea, Dobroești și Mărcuța. Acesta din urmă este astăzi parte a cartierului Pantelimon din București; Dobroești este sat de sine-stătător, reședința comunei eponime. Populația localității era de 685 de locuitori, iar a comunei Pantelimonul-Dobroești, în total de 1355. În comună funcționau o mașină de treierat, o fabrică de oțet și o școală mixtă cu 36 de elevi (dintre care 11 fete); până în 1876 funcționase și o școală de surdo-muți, mutată însă în satul Tei (astăzi, cartier din București). În perioada interbelică, Pantelimonul a avut în continuare statut de reședință de plasă: această plasă era denumită tot Pantelimon și era formată din 43 de sate.
Din punct de vedere administrativ, regimul comunist a adus modificarea statutului localității. În 1950, ea a fost arondată orașului republican București, în a cărui structură administrativă a fost parte a raionului 23 August. După aceea, în 1968, a fost comună suburbană a Bucureștiului, iar în 1981 a devenit parte a Sectorului Agricol Ilfov (subordonat Bucureștiului), unitate devenită în 1997 județul Ilfov.
În timpul regimului comunist, mănăstirea a fost demolată de Nicolae Ceaușescu, care a ordonat înființarea pe locul ei a unui complex turistic de lux, deschis în 1987. După revoluția din 1989, complexul a fost retrocedat în 2001 Bisericii Ortodoxe Române. Aceasta l-a concesionat pe 70 de ani omului de afaceri Nicolae Rațiu, care a demarat un îndelungat și amplu proces de renovare, la capătul căruia complexul urmează să facă parte din lanțul hotelier Corinthia.
În secolul al XX-lea, orașul București s-a extins treptat, înghițind o parte a vechiului sat. Restul acestuia a fost organizat în 1968 sub forma comunei Pantelimon, aflată din 1997 în subordinea județului Ilfov. Datorită proximității Bucureștiului, comuna s-a extins și ea la rândul ei, către est, și în 2005 a devenit oraș.

## Demografie
Componența etnică a orașului Pantelimon
     Români (80,61%)
     Romi (2,83%)
     Alte etnii (0,78%)
     Necunoscută (15,78%)
Componența confesională a orașului Pantelimon
     Ortodocși (80,29%)
     Alte religii (2,87%)
     Necunoscută (16,85%)
Conform recensământului efectuat în 2021, populația orașului Pantelimon se ridică la 32.873 de locuitori, în creștere față de recensământul anterior din 2011, când fuseseră înregistrați 25.596 de locuitori. Majoritatea locuitorilor sunt români (80,61%), cu o minoritate de romi (2,83%), iar pentru 15,78% nu se cunoaște apartenența etnică. Din punct de vedere confesional, majoritatea locuitorilor sunt ortodocși (80,29%), iar pentru 16,85% nu se cunoaște apartenența confesională.

## Politică și administrație
Orașul Pantelimon este administrat de un primar și un consiliu local compus din 19 consilieri. Primarul, Marian Ivan[*], de la Coaliția Națională pentru România, este în funcție din 2008. Începând cu alegerile locale din 2024, consiliul local are următoarea componență pe partide politice:
|  | Partid                            | Consilieri | Componența Consiliului | Componența Consiliului | Componența Consiliului | Componența Consiliului | Componența Consiliului | Componența Consiliului | Componența Consiliului | Componența Consiliului | Componența Consiliului | Componența Consiliului | Componența Consiliului | Componența Consiliului | Componența Consiliului |
|  | --------------------------------- | ---------- | ---------------------- | ---------------------- | ---------------------- | ---------------------- | ---------------------- | ---------------------- | ---------------------- | ---------------------- | ---------------------- | ---------------------- | ---------------------- | ---------------------- | ---------------------- |
|  | Coaliția Națională pentru România | 13         |                        |                        |                        |                        |                        |                        |                        |                        |                        |                        |                        |                        |                        |
|  | Alianța pentru Unirea Românilor   | 3          |                        |                        |                        |                        |                        |                        |                        |                        |                        |                        |                        |                        |                        |
|  | Alianța Dreapta Unită             | 3          |                        |                        |                        |                        |                        |                        |                        |                        |                        |                        |                        |                        |                        |

## Economie

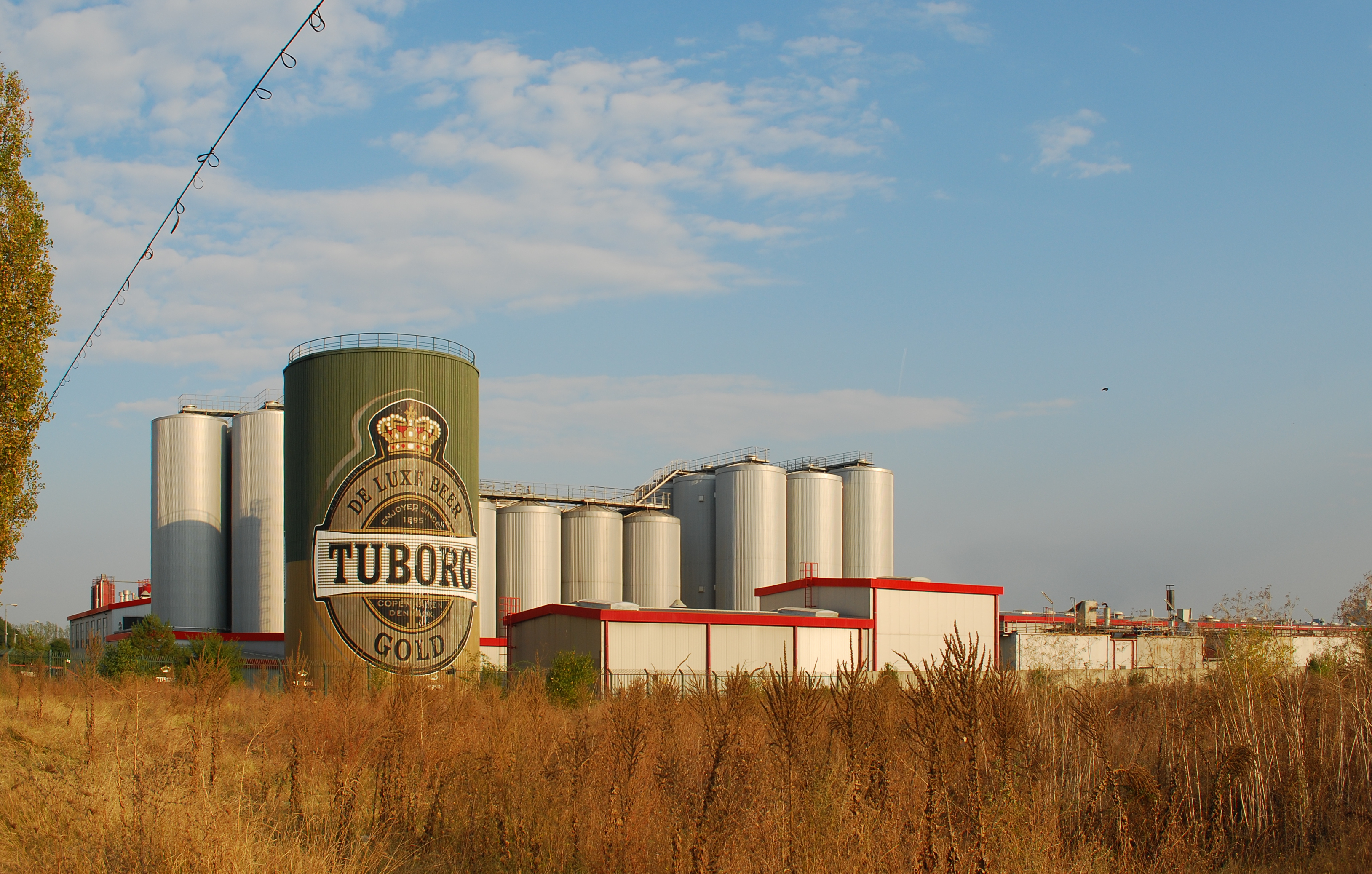
Fabrica de bere din Pantelimon

Deși are titulatura de oraș doar din 2005, în 2007 primăria estima că gradul de ocupare al forței de muncă în agriculatură nu era mai mare de 2%, în timp ce 36,2% din forța de muncă activa în industrie și 44,9% în domeniul comerțului. Din suprafața de 6.716 ha a orașului, doar 2.564 ha sunt folosite în agricultură.
Economia orașului este una în strânsă legătură cu cea a orașului București. Din forța de muncă ocupată a orașului, majoritatea lucrează în București. Există însă și unele companii care activează chiar în oraș. Una dintre ele este firma de panificație Titan, care deține aici și o fabrică; în 2008, firma a înregistrat în primul semestru o cifră de afaceri de 154,5 de milioane de lei și un profit de 3,3 milioane de lei. Tot în Pantelimon se află și una dintre cele mai mari fabrici de bere din țară, deschisă în 1998, fiind unicul producător din țară de bere sub brandurile Tuborg și Carlsberg, și fiind deținută de compania United Romanian Breweries Bereprod, membră a grupului internațional Carlsberg Breweries. În 2007, compania Tuborg anunța că fabrica din Pantelimon are o capacitate anuală de producție de 2,1 milioane hl și în 2011 avea 800 de angajați. Ambele fabrici se găsesc în zona industrială a orașului, de-a lungul șoselei de centură a Bucureștiului.

## Transporturi

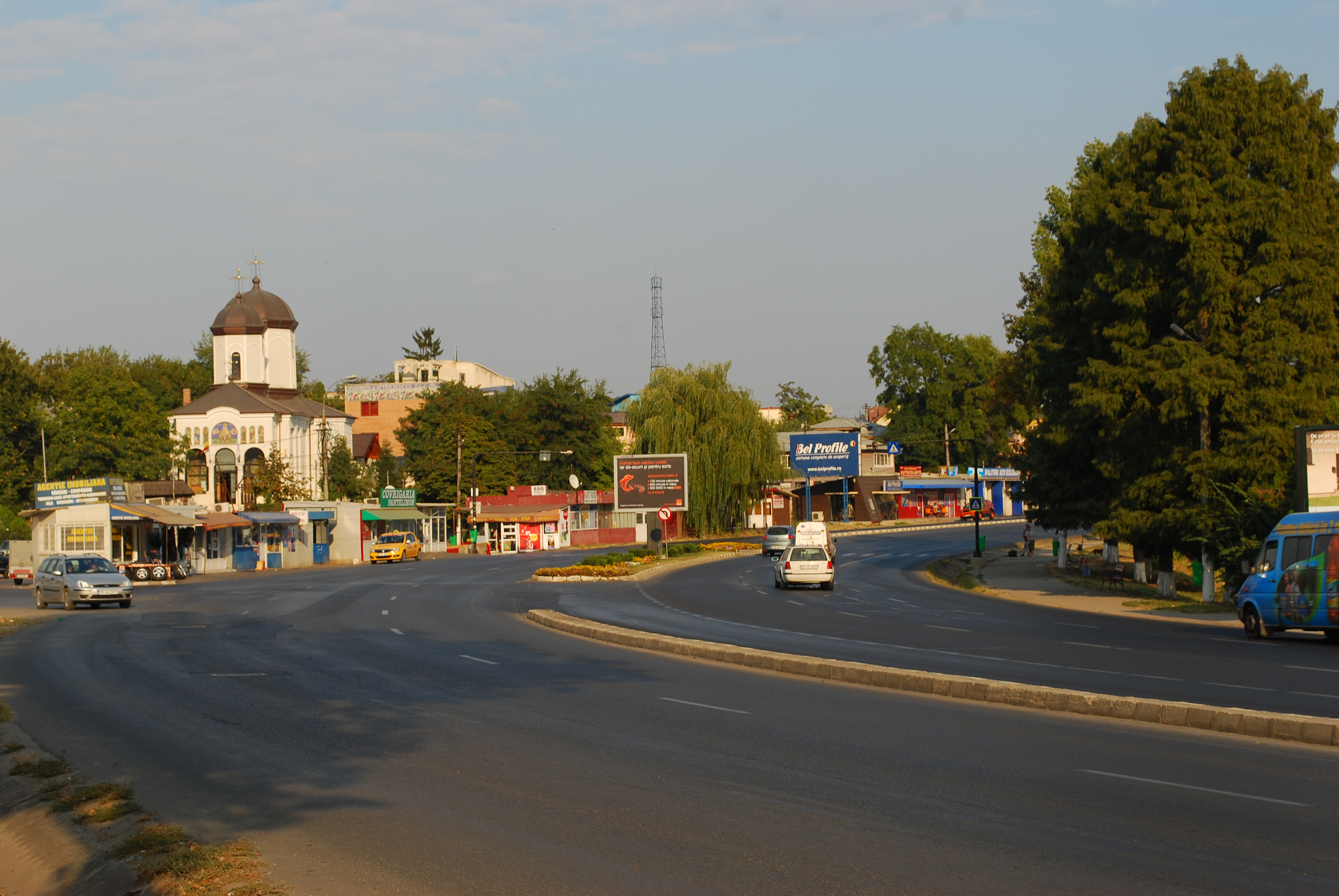
DN3 în Pantelimon

Fiind aflat în imediata proximitate a Bucureștiului, rețeaua de transport a orașului este strâns legată de cea a metropolei. Orașul este astfel deservit de cele două aeroporturi din București.
Principalele drumuri din oraș sunt DN3 care traversează orașul de la vest la est (fiind denumit, pe teritoriul orașului, Bulevardul Biruinței) și centura orașului București care merge de la nord către sud; principala zonă urbană a orașului se află nord de DN3 și la vest de șoseaua de centură. Alte drumuri importante din oraș sunt drumul județean DJ301 care duce spre Budești prin Cernica și Plătărești, și drumul județean DJ301B care, ramificat din DN3, leagă Pantelimonul de Cozieni și Găneasa scurtând un drum care altfel ar trece prin Brănești. Rețeaua de străzi are 99 km, dintre care însă în 2007 doar 18 erau modernizați, primăria identificând aceasta ca fiind una din principalele probleme ale orașului. În perioada ce a urmat, extinderea orașului atât spre nord-est, cât și spre sud-est, a adus necesitatea extinderii rețelei de străzi și s-au desfășurat mai multe lucrări în acest sens.
În ce privește transportul feroviar, Pantelimonul are o gară pe calea ferată București-Constanța, gară aflată în partea de nord a orașului și în care opresc mai multe trenuri personale care circulă între una din gările din București (Gara de Nord sau Gara Obor) și Constanța, Oltenița sau Fetești, precum și trenul urban care leagă cele două gări bucureștene. Tot pe calea ferată București-Constanța, pe teritoriul orașului se află și stația Pasărea. Întrucât principala zonă locuită este cea foarte apropiată de București, localnicii pot folosi pentru transport feroviar către diferite zone ale Bucureștiului stația de metrou Pantelimon de pe magistrala M1, stație ce urmează a servi drept capăt al unei noi magistrale de metrou ce urmează a fi construită.
Transportul public este efectuat de Societatea de Transport București (STB) prin linia R454 dedicată orașului, precum și prin liniile R452 și R458 care deservesc comuna Brănești și linia R457 care deservește satul Piteasca din comuna Găneasa. Alți mici operatori independenți, care asigură legături între diverse puncte ale orașului și București (zona Cora Pantelimon și mai departe, Piața Iancului sau cartierul Titan). De asemenea, prin Pantelimon trec și alte curse regulate ale unor operatori privați ce fac legătura dintre București și localitățile din estul orașului — Fundeni, Plătărești, Fundulea, Cernica sau Brănești.

## Cultură și educație

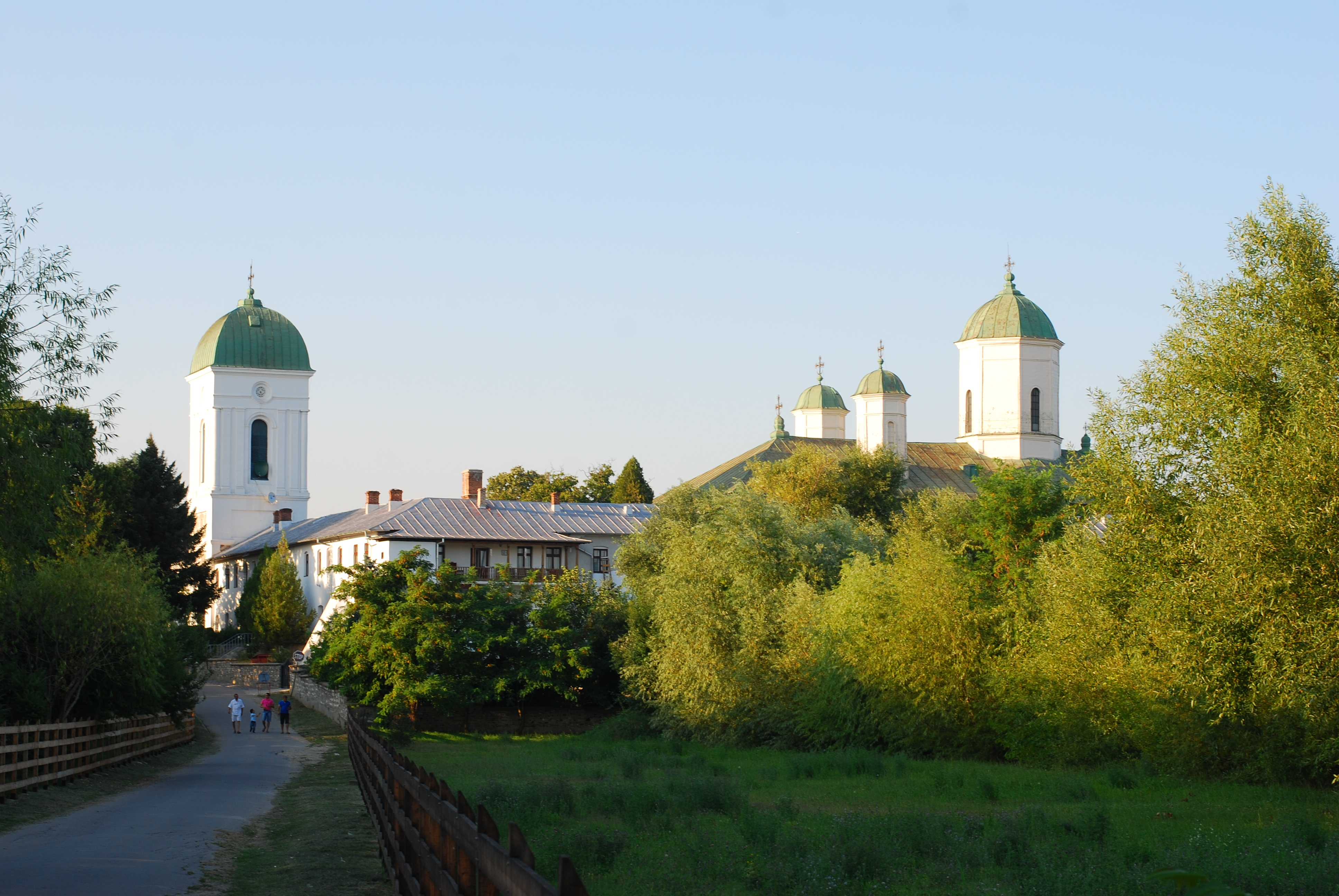
Mănăstirea Cernica

Principalul obiectiv cultural ce poate fi vizitat în oraș este mănăstirea Cernica, o mănăstire de călugări ortodocși aflată pe malul lacului cu același nume, unde a trăit în secolul al XIX-lea călugărul Calinic, venerat teolog al Bisericii Ortodoxe Române. Pe o insulă de pe acest lac, mănăstirea are un cimitir cu două biserici monument istoric, cimitir în care se află mormântul pictorului Ion Țuculescu, al scriitorului Gala Galaction și cel al muzicianului Johnny Răducanu, precum și alte monumente funerare clasificate drept monumente istorice.
Singura unitate de învățământ secundar din oraș este școala cu clasele I-VIII, care deține și singura bibliotecă a orașului, cu un fond de 20.000 de volume. Pentru educație liceală și universitară, localnicii folosesc unitățile de învățământ din București.

## Personalități
- Nicolae Steinhardt (1912-1989), scriitor, publicist, critic literar și jurist român